# Șevcenkî, Kobeleakî
Șevcenkî (în ucraineană Шевченки) este un sat în comuna Dașkivka din raionul Kobeleakî, regiunea Poltava, Ucraina.

## Demografie
Componența lingvistică a localității Șevcenkî
     Ucraineană (95,46%)
     Rusă (4,54%)
Conform recensământului din 2001, majoritatea populației localității Șevcenkî era vorbitoare de ucraineană (95,46%), existând în minoritate și vorbitori de rusă (4,54%).